# Landkreis Mayen-Koblenz
Landkreis Mayen-Koblenz is een landkreis in de Duitse deelstaat Rijnland-Palts. De Landkreis telt 214.786 inwoners (31 december 2020) op een oppervlakte van 817,06 km². Het bestuur zetelt in de stad Koblenz die als Kreisfreie Stadt zelf geen deel uitmaakt van de Landkreis.

## Steden en gemeenten
(Inwoners op 31 december 2020)
Verbandsvrije gemeente/stad:
- 1. Andernach, Große kreisangehörige Stadt (30.132)
- 2. Bendorf, stad (16.893)
- 3. Mayen, Große kreisangehörige Stadt (19.284)

Verbandsgemeinden (Bestuurszetel *)
- 1. VG Maifeld

1. Einig (145)
2. Gappenach (318)
3. Gering (422)
4. Gierschnach (270)
5. Kalt (454)
6. Kerben (480)
7. Kollig (589)
8. Lonnig (1.248)
9. Mertloch (1.379)
10. Münstermaifeld, Stadt (3.445)
11. Naunheim (457)
12. Ochtendung (5.497)
13. Pillig (459)
14. Polch, Stadt * (6.866)
15. Rüber (894)
16. Trimbs (612)
17. Welling (932)
18. Wierschem (328)

- 2. VG Mendig

1. Bell (1.329)
2. Mendig, Stadt * (8.932)
3. Rieden (1.168)
4. Thür (1.491)
5. Volkesfeld (559)

- 3. VG Pellenz
(Bestuurszetel: Andernach)

1. Kretz (710)
2. Kruft (4.308)
3. Nickenich (3.627)
4. Plaidt (5.813)
5. Saffig (2.167)

- 4. VG Rhein-Mosel

1. Alken (662)
2. Brey (1.446)
3. Brodenbach (635)
4. Burgen (751)
5. Dieblich (2.609)
6. Hatzenport (597)
7. Kobern-Gondorf * (3.120)
8. Lehmen (1.336)
9. Löf (1.456)
10. Macken (343)
11. Niederfell (976)
12. Nörtershausen (1.146)
13. Oberfell (1.108)
14. Rhens, Stadt (2.982)
15. Spay (1.897)
16. Waldesch (2.229)
17. Winningen (2.441)
18. Wolken (1.055)

- 5. VG Vallendar

1. Niederwerth (1.274)
2. Urbar (3.189)
3. Vallendar, Stadt * (8.764)
4. Weitersburg (2.492)

- 6. VG Vordereifel
(Bestuurszetel: Mayen)

1. Acht (77)
2. Anschau (276)
3. Arft (248)
4. Baar (730)
5. Bermel (351)
6. Boos (602)
7. Ditscheid (260)
8. Ettringen (2.722)
9. Hausten (376)
10. Herresbach (497)
11. Hirten (248)
12. Kehrig (1.229)
13. Kirchwald (954)
14. Kottenheim (2.588)
15. Langenfeld (652)
16. Langscheid (89)
17. Lind (51)
18. Luxem (310)
19. Monreal (757)
20. Münk (243)
21. Nachtsheim (558)
22. Reudelsterz (381)
23. Sankt Johann (913)
24. Siebenbach (203)
25. Virneburg (387)
26. Weiler (485)
27. Welschenbach (46)

- 7. VG Weißenthurm

1. Bassenheim (2.861)
2. Kaltenengers (2.156)
3. Kettig (3.356)
4. Mülheim-Kärlich, Stadt (11.185)
5. Sankt Sebastian (2.647)
6. Urmitz (3.441)
7. Weißenthurm, Stadt * (9.191)

Acht ·
Alken ·
Andernach ·
Anschau ·
Arft ·
Baar ·
Bassenheim ·
Bell ·
Bendorf ·
Bermel ·
Boos ·
Brey ·
Brodenbach ·
Burgen ·
Dieblich ·
Ditscheid ·
Einig ·
Ettringen ·
Gappenach ·
Gering ·
Gierschnach ·
Hatzenport ·
Hausten ·
Herresbach ·
Hirten ·
Kalt ·
Kaltenengers ·
Kehrig ·
Kerben ·
Kettig ·
Kirchwald ·
Kobern-Gondorf ·
Kollig ·
Kottenheim ·
Kretz ·
Kruft ·
Langenfeld ·
Langscheid ·
Lehmen ·
Lind ·
Löf ·
Lonnig ·
Luxem ·
Macken ·
Mayen ·
Mendig ·
Mertloch ·
Monreal ·
Mülheim-Kärlich ·
Münk ·
Münstermaifeld ·
Nachtsheim ·
Naunheim ·
Nickenich ·
Niederfell ·
Niederwerth ·
Nörtershausen ·
Oberfell ·
Ochtendung ·
Pillig ·
Plaidt ·
Polch ·
Reudelsterz ·
Rhens ·
Rieden ·
Rüber ·
Saffig ·
Sankt Johann ·
Sankt Sebastian ·
Siebenbach ·
Spay ·
Thür ·
Trimbs ·
Urbar ·
Urmitz ·
Vallendar ·
Virneburg ·
Volkesfeld ·
Waldesch ·
Weiler ·
Weißenthurm ·
Weitersburg ·
Welling ·
Welschenbach ·
Wierschem ·
Winningen ·
Wolken